# Fiammetta Baralla

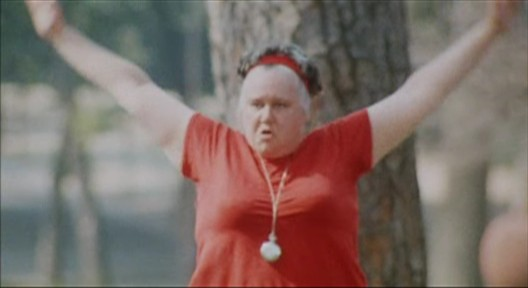
Fiammetta Baralla

Fiammetta Baralla (eigentlich Beatrice Bentivoglio; * 2. Mai 1943 in Rom; † 7. September 2013 ebenda) war eine italienische Schauspielerin.

## Leben
Baralla ist die Stiefschwester des Schauspielers Galeazzo Benti und begann ihre Karriere am Avantgardetheater; auch spielte sie z. B. unter Memè Perlini in Wedekinds Frühlings Erwachen. Im Kino spielte sie seit 1968 regelmäßig in Kommerzfilmen, die sie meist aufgrund ihrer fülligen Statur in komischen Nebenrollen besetzten – als bekanntestes Beispiel dient ihre „Katorcia“ in Toll trieben es die alten Germanen; auch Federico Fellini nutzte dies für seine Stadt der Frauen. Ihre ausgeprägten darstellerischen Qualitäten kamen fast nur in Memè Perlinis Filmen zur Geltung.
Zwischen 1976 und 1986 spielte sie auch am „Teatro La Piramide“ der italienischen Hauptstadt.

## Filmografie (Auswahl)
- 1957: La ragazza del Palio
- 1970: Toll trieben es die alten Germanen (Quando le donne persero la coda)
- 1975: Der Divisionstrottel (Il sergente Rompiglioni diventa… caporale)
- 1976: Die frechen Teens drehen ein neues Ding (Classe mista)
- 1980: Fellinis Stadt der Frauen (La città delle donne)
- 1990: Spatzi, Fratzi & Co. (C'era un castello con 40 cani)
- 2006: Don Matteo (Fernsehserie, eine Episode)